# Nikolaj Pešalov
Nikolaj Slaveev Pešalov (in bulgaro Николай Славеев Пешало̀в?; Vetren, 30 maggio 1970) è un ex sollevatore bulgaro naturalizzato croato.
Ha partecipato a quattro edizioni dei Giochi olimpici, vincendo una medaglia in ogni occasione. Ha gareggiato nelle categorie dei pesi gallo (fino a 59 kg), dei pesi piuma (fino a 60/62 kg) e dei pesi leggeri (fino a 69 kg).

## Carriera
Nella prima parte della sua carriera ha gareggiato per il suo Paese d'origine, ma nel 1997 si è trasferito in Croazia, rappresentandola nelle competizioni internazionali già dal 1998 ed ottenendone la cittadinanza nel 2000.
Durante la sua lunga e prestigiosa carriera Pešalov è stato tre volte campione mondiale e otto volte campione europeo in diverse categorie e ha battuto diversi record mondiali. Le sue medaglie olimpiche sono state vinte sia per la Bulgaria (1992 e 1996) che per la Croazia (2000 e 2004).
Il debutto di Pešalov in importanti competizioni internazionali ha avuto luogo nel 1989 ai campionati mondiali di Atene, valevoli anche come campionati europei. Il bulgaro, all'epoca diciannovenne, ha conquistato la medaglia d'argento nei pesi piuma (60 kg.), perdendo solo dal campione olimpico in carica, il turco Naim Süleymanoğlu, il confronto con il quale in futuro diventerà uno dei duelli più appassionanti nella storia del sollevamento pesi.
Nel 1990 vince la medaglia d'argento nei pesi piuma ai campionati europei di Aalborg, battuto dal rumeno Attila Czanka, ma si rifà qualche mese dopo ai campionati mondiali di Budapest, vincendo la medaglia d'oro con 297,5 kg. nel totale.
L'anno successivo vince la medaglia d'oro nei pesi piuma ai campionati europei di Władysławowo sollevando 302,5 kg. nel totale.
Nel 1992, ai campionati europei di Szekszárd, Pešalov riesce ad interrompere la serie vincente di Süleymanoğlu. Entrambi ottengono il risultato di 312,5 kg. nel totale, ma la medaglia d'oro viene assegnata al bulgaro per via del suo peso corporeo più leggero rispetto a quello del turco.
Tre mesi dopo, Pešalov ha preso parte ai Giochi Olimpici di Barcellona 1992, sempre nella categoria dei pesi piuma. Ancora una volta, il suo principale rivale era Süleymanoğlu, il quale nell'occasione si è preso la rivincita rispetto all'ultimo campionato europeo, vincendo la medaglia d'oro con 320 kg. nel totale contro i 305 kg. di Pešalov, medaglia d'argento, la prima delle quattro medaglie olimpiche che il bulgaro-croato avrebbe poi vinto in carriera.
L'anno successivo Pešalov è sceso di categoria, riuscendo a rientrare in quella dei pesi gallo, il cui limite in quell'anno era stato elevato a 59 kg. Ai campionati europei di Sofia dello stesso anno ha vinto la medaglia d'oro con 295 kg. nel totale, battendo il turco di origine azera Hafız Süleymanoğlu (290 kg.) e l'ucraino Al'bert Nasibulin (282,5 kg.). Qualche mese dopo ha partecipato ai campionati mondiali di Melbourne, vincendo la medaglia d'oro con il record del mondo di 305 kg. nel totale, subito dopo aver realizzato anche il record del mondo nello slancio con 167,5 kg.
Nel 1994 Pešalov centra nuovamente l'accoppiata campionati europei e mondiali, vincendo la medaglia d'oro agli Europei di Sokolov con 297,5 kg. nel totale, seguita dalla medaglia d'oro ai Mondiali di Istanbul con 302,5 kg. nel totale, realizzando il record del mondo nello slancio con 168 kg.
Nel 1995 vince una nuova medaglia d'oro ai campionati europei di Varsavia con 305 kg. nel totale, mentre deve accontentarsi della medaglia di bronzo ai campionati mondiali di Guangzhou, battuto dal greco di origine albanese Leonidas Sabanis con 302,5 kg. nel totale e dal sudcoreano Chun Byung-kwan con 300 kg. Il risultato totale di Pešalov è stato in quell'occasione di 295 kg.
Alle Olimpiadi di Atlanta 1996 Nikolaj Pešalov si è presentato come il principale favorito nei pesi gallo, anche grazie all'assenza del turco Naim Süleymanoğlu, impegnato nella categoria superiore dei 64 kg. (che difatti vinse). Dopo la prova di strappo tre atleti, il greco Sabanis, il cinese Tang Lingsheng e Pešalov, erano in testa con 137,5 kg. Nella successiva prova dello slancio Pešalov, però, ha fatto peggio degli altri due, ottenendo pertanto solo la medaglia di bronzo con 302,5 kg. nel totale, con la medaglia d'oro andata al cinese Tang con 307,5 kg. e la medaglia d'argento a Sabanis con 305 kg.
L'anno successivo Pešalov ha vinto la medaglia d'oro ai campionati europei di Rijeka, in Croazia, battendo Leonidas Sabanis, ed ha deciso di rimanere a vivere in quel Paese, dal quale otterrà la cittadinanza nel 2000.
Nel 1998 ottiene già di poter gareggiare sotto la bandiera croata, rientrando nella categoria dei pesi piuma, il cui limite in quell'anno fu elevato a 62 kg. mentre quello dei pesi gallo fu riportato a 56 kg. con la cancellazione della categoria dei pesi mosca, e presentandosi ai campionati mondiali di Lahti, dove vince la medaglia d'argento con il totale di 317,5 kg., battuto anche questa volta da Sabanis con 320 kg.
Nel 1999 Pešalov ha vinto la medaglia di bronzo ai campionati europei di A Coruña, questa volta giungendo dietro all'ex connazionale Sevdalin Minčev, medaglia d'oro, e a Sabanis, medaglia d'argento, mentre è giunto al 5º posto ai campionati mondiali di Atene dello stesso anno con 312,5 kg. nel totale.
L'anno successivo, il 2000, è quello della sua terza Olimpiade, la prima da rappresentante della Croazia. Prima dei Giochi Olimpici partecipa nel mese di aprile ai campionati europei di Sofia, tornando a vincere la medaglia d'oro con 325 kg. nel totale, nuovo record del mondo, e lasciandosi alle spalle Sevdalin Minčev (322,5 kg.) e Naim Süleymanoğlu (310 kg.).
Alle Olimpiadi di Sydney 2000, otto anni dopo la competizione olimpica di Barcellona, Pešalov era pronto per un nuovo confronto olimpico con il turco Naim Süleymanoğlu, nonché per la continuazione della sfida con il greco Leonidas Sabanis. Dopo la prova di strappo, il bulgaro-croato era in testa con 150 kg., mentre il greco era indietro di 2,5 kg. e Süleymanoğlu aveva fallito clamorosamente tre tentativi a 145 kg., uscendo dalla competizione che lo aveva visto trionfare nelle tre precedenti edizioni dei Giochi Olimpici. Pešalov riuscì a sollevare 175 kg. nella successiva prova di slancio, per un totale di 325 kg. che gli consentì di diventare campione olimpico per la prima volta nella sua carriera. La medaglia d'argento andò a Sabanis, mentre quella di bronzo se l'aggiudicò il bulgaro Sevdalin Minčev, il quale venne poco dopo squalificato per doping, con avanzamento alla medaglia di bronzo del bielorusso Henadz' Aljaščuk, inizialmente 4º classificato.
Nel 2001 Pešalov ha vinto una nuova medaglia d'oro con 300 kg. nel totale ai campionati europei di Trenčín, l'ultima della sua carriera, battendo l'azero Elxan Süleymanov e il moldavo Vladimir Popov. Ha partecipato anche ai campionati mondiali di Antalya, senza però conseguire un risultato utile ai fini della classifica totale.
Dopo un paio d'anni di impegni sportivi ridotti, nel 2004 riprende a pieno regime l'attività agonistica in vista dei Giochi Olimpici di Atene, che saranno gli ultimi della sua lunga carriera, avendo effettuato il salto alla categoria superiore dei pesi leggeri (fino a 69 kg.) già l'anno precedente, nel corso dei campionati mondiali di Vancouver, terminati al 6º posto con 320 kg. nel totale. Nel mese di aprile si presenta ai campionati europei di Kiev, riuscendo ad andare nuovamente a podio con 330 kg. nel totale e conquistando così la medaglia d'argento alle spalle del turco Ekrem Celil che totalizza 337,5 kg.
Alle Olimpiadi di Atene 2004 i suoi principali avversari erano il cinese Zhang Guozheng e il sudcoreano Lee Bae-young. Pešalov, dopo la prova di strappo, occupava la terza posizione ma il buon risultato ottenuto nella prova di slancio non cambiava la classifica degli atleti nelle prime posizioni, che vide, pertanto, il cinese Zhang medaglia d'oro con 347,5 kg. nel totale, il sudcoreano Lee medaglia d'argento con 342,5 kg. e Pešalov medaglia di bronzo con 337,5 kg., il quale portò quindi a quattro il numero di medaglie olimpiche vinte in altrettante edizioni dei Giochi.
Al termine dei Giochi Olimpici di Atene Nikolaj Pešalov ha deciso di porre fine alla sua carriera sportiva, nel corso della quale ha realizzato cinque record del mondo, tutti nei pesi piuma, di cui tre nello slancio e due nel totale.